# 直井理奈
直井 理奈（なおい りな、1963年12月19日 - ）は、日本の元女優。千葉県市川市出身。血液型O型。

## 主な活動歴

### テレビドラマ
- つか版・忠臣蔵（1982年、テレビ東京）
- 宇宙刑事シャイダー（1984年 - 1985年、テレビ朝日） - ギャル軍団 ギャル5 役

### 映画
- の・ようなもの（1981年、日本ヘラルド映画） - 佐紀 役
- 唐獅子株式会社（1983年、東映） - 理髪店女店員C 役
- 夜逃げ屋本舗2（1993年、東宝）

| スタブアイコン | サブスタブ | この項目は、まだ閲覧者の調べものの参照としては役立たない、俳優（男優・女優）に関連した書きかけの項目です。この項目を加筆・訂正などしてくださる協力者を求めています（P:映画/PJ芸能人）。 |